# 软件破解
软件破解 是指人們修改软件或移除软件中的某些功能，其中复制保护功能（序列号、密钥、日期检查）經常被去除（即用戶可以使用盜版軟件以及免費使用付費軟件），而這類軟體被稱為Warez。
常見的破解方式有注册机、修補程式（破解補丁）和載入器。破解補丁是能修改付費軟件程序的机器代码的小型计算机程序。用戶安裝破解補丁後，就能免費使用軟件如：幸運破解器。
在大多数国家，破解軟件是非法行為。軟件開發商可以向破解软件的人發起诉讼。 